# Olden

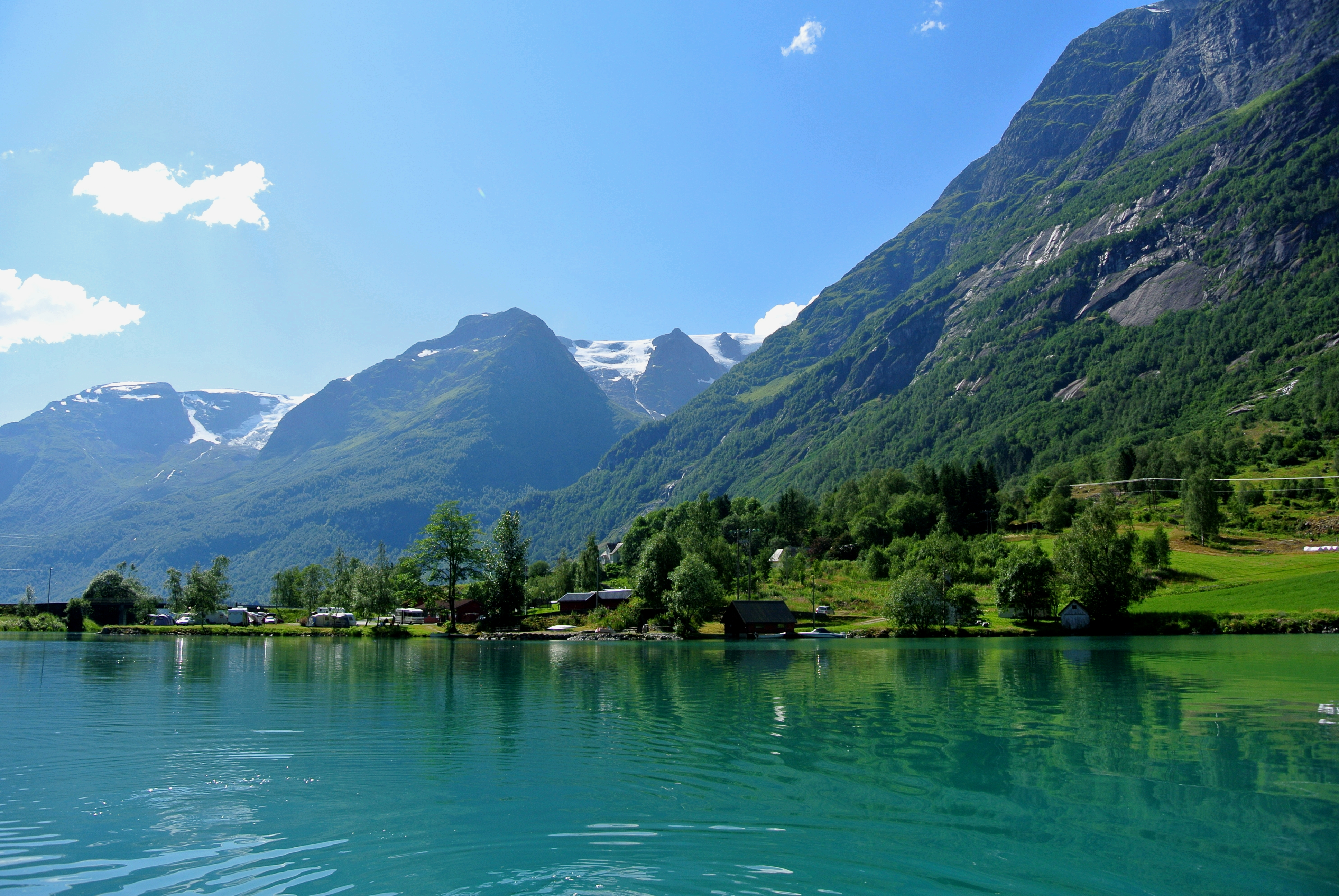
Olden

Olden es una localidad ubicada en el municipio de Stryn, en la provincia de Vestland, Noruega. Tiene una población estimada, a inicios de 2021, de 490 habitantes.
Está ubicada al oeste del país, cerca del glaciar Jostedal —el mayor de la Europa continental— y del lago Hornindalsvatnet, que, con 514 metros de profundidad, es el más profundo de Europa.
Tiene uno de los puertos de cruceros más importantes del oeste de Noruega, con 92 escalas en 2017.